# 新神谷橋

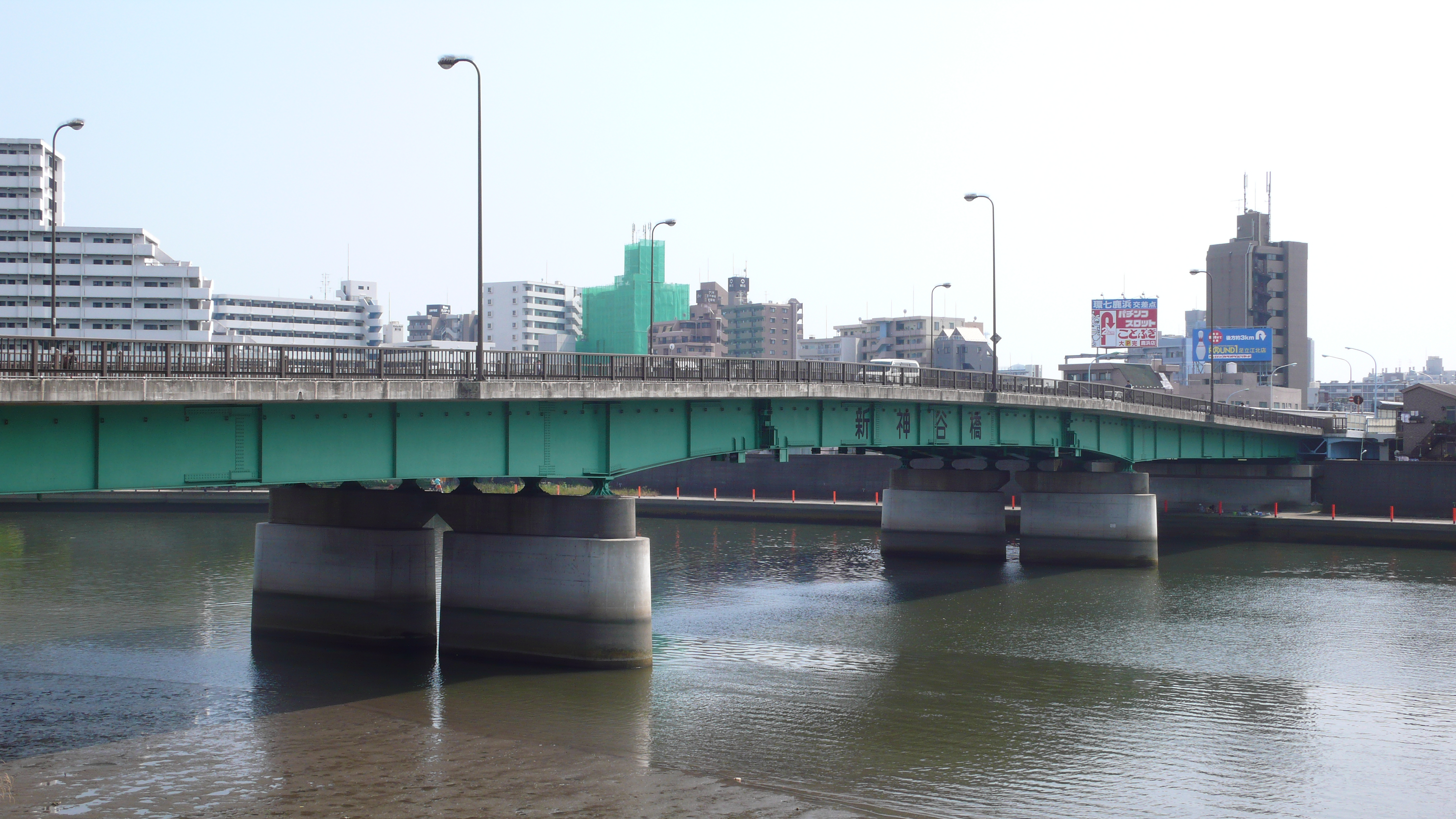
東京都足立区から。(2008年7月)

新神谷橋（しんかみやばし）は、東京都足立区の隅田川にかかる都市計画道路環状七号東京都道318号環状七号線（環七通り）の橋（水道道路併用橋）である。

## 概要
橋長153.0メートル、3径間の鋼鈑桁橋の1等橋（TL-20）である。橋の右岸側には延長139.1メートルで幅員10.0メートル、左岸側は延長444.3メートルで幅員10.0メートルの取り付け道路を有している。また、水道道路併用橋でもあり橋に付帯設備として内径1.2メートルの水道管を4本（送水本管2本、工業用水道管2本）併設し、水道橋の役割も持ちあわせている。
また、災害時に防災拠点等に緊急輸送を行なうための、東京都の特定緊急輸送道路に指定されている。
北岸は足立区新田（しんでん）2丁目、南岸は北区神谷1丁目に位置する。橋名は北区の地名にちなむ。岩淵水門の管理橋を別とすれば、隅田川最上流の橋となる。

### 諸元
- 種別 - 鋼道路橋
- 形式
  - 上部工 - ゲルバー（カンチレバー）プレートガーダー/単純活荷重合成プレートガーダー橋
  - 下部工 - RC躯体/鋼管杭基礎（外径600 mm、長さ14.0-16.5 m）[1]
- 橋長 - 153.0 m[3]
- 総幅員 - 21.0 m[4]
- 有効幅員 - 20.0 m（車道8.0 m、歩道2.0 m）
- 径間割 - 46.0 m + 61.0 m + 46.0 m
- 開通 - 1965年（昭和40年）2月12日[3]
- 事業主体 - 東京都

## 歴史
もともと「宮堀の渡し（神谷の渡しとも）」があったところである。現在の位置より100メートルほど南の王子神谷駅付近の神谷堀（甚兵衛堀とも呼ばれる）に昭和2年（1927年）に木鉄混交の橋として架けられた「神谷橋」があり、のち昭和25年（1950年）に鋼桁橋として改架された。新しく隅田川に架けることとなった当橋はこの名称にちなむ。昭和52年（1977年）に神谷堀が埋め立てられ廃橋となったことから、現在は神谷橋は現存しない。ちなみに、「神谷橋」の名は東京メトロ南北線王子神谷駅の仮称としても使われていた。
橋は首都圏整備整備の一環として第一期工事が1962年（昭和37年）10月着工された。1965年（昭和40年）の創架当初は仮開通状態で、片側1車線の幅員10.0メートルであったが、1967年（昭和42年）2月にはすぐに追加の拡幅工事が行われ、現在の幅員となった。橋桁制作は松尾橋梁下部工は坂田建設が行なった。

## 路線バス
- 都営バス
  - 王49　王子駅 - 北区神谷町 - 江北陸橋下- 西新井大師 - 梅島駅 - 千住車庫
  - 王49　王子駅 - 北区神谷町 - 江北陸橋下 - 江北駅(平日朝のみ)
  - 王49折返　王子駅 - 北区神谷町 - 江北陸橋下 - 西新井大師 - 足立区役所
- 東武バスセントラル
  - 王30　王子駅 - 北区神谷町 - 江北陸橋下 - 西新井大師 - 綾瀬警察署 - 亀有駅北口（日中2往復のみ）
  - 深夜31　王子駅 → 北区神谷町 → 江北陸橋下 → 西新井大師 → 西新井駅(平日深夜のみ)
- 国際興業バス
  - 赤25　赤羽駅東口 - 東十条四丁目 - ハートアイランド循環
  - 赤25-2　赤羽駅東口 → 東十条四丁目 → ハートアイランド西 → ハートアイランド東(夜間のみ)
  - 赤25-3　ハートアイランド西 → ハートアイランド東 → 東十条四丁目 → 赤羽駅東口(早朝のみ)
  - 赤26　赤羽駅東口 - 東十条四丁目 - 加賀団地 - 舎人団地
  - 赤27　赤羽駅東口 - 東十条四丁目- 江北陸橋下 - 西新井大師 - 西新井駅
  - 赤27-2　赤羽車庫 - 東十条四丁目 - 江北陸橋下 - 西新井大師 - 西新井駅
  - 赤27-3　赤羽駅東口 → 東十条四丁目 → 江北陸橋下(土曜夜間のみ)

## 隣の橋
- 隅田川

（上流） - 岩淵水門 - 新神谷橋 - 新田橋 - 新豊橋 - （下流）